# Indeks (bazy danych)
Indeks – struktura danych zwiększająca szybkość wykonywania operacji wyszukiwania na tabeli. Są to drzewa lub struktury wykorzystujące funkcje skrótu.

## Typy
indeks głównyindeks na kluczu głównym
indeks drugorzędnypomocniczy
indeks prosty
indeks złożony
indeks gęstyIndeks gęsty jest plikiem zawierającym pary kluczy i wskaźników dla każdego rekordu w pliku zawierającym dane. Każdy klucz w tym pliku jest powiązany z poszczególnym wskaźnikiem do rekordu w pliku z sortowanymi danymi.
indeks rzadkiIndeks rzadki jest plikiem zawierającym pary kluczy i wskaźników dla każdego bloku w pliku zawierającym dane. Każdy klucz w tym pliku jest powiązany z poszczególnym wskaźnikiem do bloku w pliku z sortowanymi danymi.